# Pacient

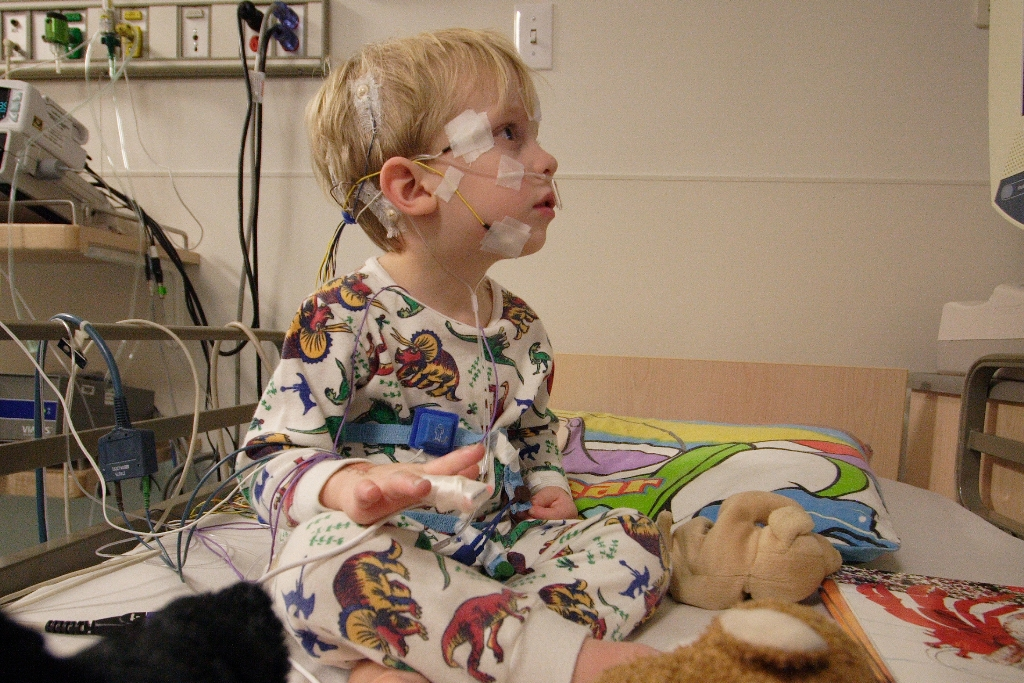
Dětský pacient

Pacient je osoba, která je nemocná nebo zraněná a je lékařsky ošetřovaná nebo toto lékařské ošetření potřebuje. Slovo pochází z latinského pati, což znamená něco podstoupit nebo trpět.
Právní předpisy používají slova pacient jako legislativní zkratky i pro ostatní uživatele zdravotnických činností, například zdravé příjemce porodní asistence nebo posudkové činnosti.